# Miroslav Bošković
Miroslav Bošković, szerbül: Мирослав Бошковић (Belgrád, 1947. január 3. – 2023. augusztus 17.) jugoszláv válogatott szerb labdarúgó, hátvéd.

## Pályafutása

### Klubcsapatban
1964–65-ben a Zadar, 1965 és 1973 között a Hajduk Split, 1973 és 1975 között a Partizan, 1975 és 1978 között a francia Angers SCO labdarúgója volt. 1978–79-ben a Sinđelić Beograd csaptában fejezte be az aktív játékot. A Hajdukkal egy jugoszláv bajnoki címet és három kupagyőzelmet ért el.

### A válogatottban
1968 és 1972 között hat alkalommal szerepelt a jugoszláv válogatottban.

## Sikerei, díjai
Hajduk Split
- Jugoszláv bajnokság
  - bajnok: 1970–71
- Jugoszláv kupa
  - győztes (3): 1967, 1972, 1973

## Statisztika

### Mérkőzései a jugoszláv válogatottban
| Jugoszlávia | Jugoszlávia       | Jugoszlávia                            | Jugoszlávia   | Jugoszlávia | Jugoszlávia | Jugoszlávia               | Jugoszlávia | Jugoszlávia |
| #           | Dátum             | Helyszín                               | Hazai         | Eredmény    | Vendég      | Kiírás                    | Gólok       | Esemény     |
| ----------- | ----------------- | -------------------------------------- | ------------- | ----------- | ----------- | ------------------------- | ----------- | ----------- |
| 1.          | 1968. június 25.  | Belgrád, JNA Stadion                   | Jugoszlávia   | 0 – 2       | Brazília    | barátságos                | -           | 67'         |
| 2.          | 1968. október 16. | Anderlecht, Stade Émile Versé          | Belgium       | 3 – 0       | Jugoszlávia | vb-selejtező              | -           | 70'         |
| 3.          | 1972. június 25.  | Manaus, Vivaldão (BRA)                 | Peru          | 1 – 2       | Jugoszlávia | Brazil függetlenségi kupa | -           | 46'         |
| 4.          | 1972. június 29.  | Belo Horizonte, Estádio Mineirão (BRA) | Skócia        | 2 – 2       | Jugoszlávia | Brazil függetlenségi kupa | -           | 38'         |
| 5.          | 1972. július 6.   | São Paulo, Estádio do Pacaembu (BRA)   | Csehszlovákia | 1 – 2       | Jugoszlávia | Brazil függetlenségi kupa | -           |             |
| 6.          | 1972. július 9.   | Rio de Janeiro, Maracanã Stadion (BRA) | Argentína     | 2 – 4       | Jugoszlávia | Brazil függetlenségi kupa | -           |             |
|             | Összesen          |                                        |               | 6           | mérkőzés    |                           | 0           | gól         |